# 施托卡赫
施托卡赫（德語：Stockach，發音：[ˈʃtɔkax] ⓘ）是德国巴登-符腾堡州弗赖堡行政区康斯坦茨县的城市，面积69.73平方千米，2023年12月31日人口为17,402人。法國與奧地利兩國軍隊曾於1799年及1800年在該地交戰。